# دانيلا سبروليني
دانيلا سبروليني (من مواليد 30 سبتمبر 1971) سياسية إيطالية.

## السيرة الشخصية
وُلدت سبروليني في لاتيانو، وانتُخبت نائباً في البرلمان الإيطالي في عام 2008 وفي عام 2013 مع الحزب الديمقراطي. في عام 2018 تم انتخابها لعضوية مجلس الشيوخ الإيطالي.
في عام 2019 انضمت إلى إيطاليا فيفا الحزب السياسي الذي أسسه ماتيو رينزي.
في عام 2020 أصبحت سبروليني المرشح الرسمي لإيطاليا فيفا والحزب الاشتراكي الإيطالي لمنصب رئيس فينيتو في الانتخابات الإقليمية لعام 2020، وحصلت على 0،62٪ من الأصوات.